# Comté de Cobb
Le comté de Cobb est l'un des comtés de l'État de Géorgie. Le chef-lieu du comté se situe à Marietta.
Le comté de Cobb est inclus dans la région métropolitaine d'Atlanta. Il est situé immédiatement au nord-ouest des limites de la ville d'Atlanta.

## Histoire
Le comté de Cobb est l'un des neuf comtés de Géorgie qui ont été taillés dans le territoire contesté de la nation Cherokee en 1832. Il s'agissait du 81e comté créé en Géorgie, du nom du juge Thomas Willis Cobb, qui a été sénateur américain, représentant de l'État et juge de la Cour suprême de Géorgie. Le siège du comté de Marietta a été nommé en l'honneur de Mary, l'épouse du juge Cobb.

## Démographie
| 1840  | 1850   | 1860   | 1870   | 1880   | 1890   |
| ----- | ------ | ------ | ------ | ------ | ------ |
| 7 539 | 13 843 | 14 242 | 13 814 | 20 748 | 22 286 |

| 1900   | 1910   | 1920   | 1930   | 1940   | 1950   |
| ------ | ------ | ------ | ------ | ------ | ------ |
| 24 664 | 28 397 | 30 437 | 35 408 | 38 272 | 61 830 |

| 1960    | 1970    | 1980    | 1990    | 2000    | 2010    |
| ------- | ------- | ------- | ------- | ------- | ------- |
| 114 174 | 196 793 | 297 718 | 447 745 | 607 751 | 688 078 |

| 2020    | - | - | - | - | - |
| ------- | - | - | - | - | - |
| 766 149 | - | - | - | - | - |